# Esa no soy yo
Esa no soy yo est une telenovela chilienne diffusé depuis le 24 août 2015 et le 11 avril 2016 sur TVN.

## Synopsis
Judith et Anahí Marin-Gonzalez (Camila Hirane) sont deux sœurs jumelles, totalement opposées. Judith est une coiffeuse célèbre, tandis que sa sœur Anahí est impliquée avec les riches. Lorsque l'ex de Judith, Brian (Luis Uribe), est libéré de prison, elle demande l'aide de sa sœur jumelle pour s'échapper de la ville. Le jour où elle est censée rencontrer sa sœur, elle trouve Anahí morte dans la baignoire. Elle jure de se venger et simule sa mort en prenant l'identité de sa sœur. Elle découvre que sa sœur s'est fait beaucoup d'ennemis et a entretenu une relation avec Alfredo Labarca-Ruiz, un célèbre médecin, ex-mari d'Antonia (Claudia Pérez) et père de Celina Labarca (Valentina Carvajal). Elle veut se venger, mais tombe elle-même amoureuse du fiancé de sa sœur; pendant ce temps, le tueur est en liberté. L'un de ses confidents est Julio Chavez ( Cristián Carvajal ), un policier, qui garde le secret sur sa véritable identité. Finalement, tout s'éclaircit et tout le monde découvre qu'Anahí est vraiment Judith.

## Acteurs et personnages
(Affaire confirmé)
- Camila Hirane:Judith Marín-Gonzalez Poblete / Anahí Marín-Gonzalez Poblete.
- Matías Oviedo: Alfredo Labarca-Ruiz Errazuriz-Espinoza.
- Cristián Carvajal: Julio Chávez Ayala.
- Luis Uribe: Brian "El Negro" Salinas Ortiz.
- Claudia Pérez: Antonia del Mazo - Méchant Principal.
- Antonio Campos: Claudio Labarca-Santos-Ruiz del Mazo.
- Javiera Hernández: Gilda Munch - Méchant
- Patricio Achurra: Ramon Marin Rojas
- Mónica Carrasco: Hortensia Salinas León - Méchant
- Rolando Valenzuela: Dario Santos - Méchant
- Carmen Disa Gutiérrez: Socorro del Carmen Espinoza Morales
- Valentina Carvajal: Celina Labarca del Mazo, de Perez
- Nathalia Aragonese: Erika Gallo Alvarez
- Paulina Eguiluz: Lorena Pino Aguirre - Méchant
- Marcelo Valdivieso: Manuel Gonzalez Flores
- Nicolás Pérez: Johnny Perez Ortiz "El Rucio"
- Camila Núñez: Nataly Espejo Pizarro

## Diffusion
- TVN
- TV Chile